# Contea di Gilchrist
La contea di Gilchrist (in inglese Gilchrist County) è una contea della Florida, negli Stati Uniti. Il suo capoluogo amministrativo è Trenton.

## Geografia fisica
La contea si trova nel nord-est dello Stato. La contea ha un'area di 921 km² di cui l'1,85% è coperta d'acqua e fa parte dell'Area Statistica Metropolitana di Gainesville. Si tratta di una contea rurale, con diversi parchi statali e corsi d'acqua. Il fiume Santa Fe forma il confine nord, mentre il Suwannee il confine ovest.

### Contee confinanti
- Contea di Columbia - nord-est
- Contea di Alachua - est
- Contea di Levy - sud
- Contea di Dixie - ovest
- Contea di Suwannee - nord-ovest
- Contea di Lafayette - nord-ovest

## Storia
La contea di Gilchrist fu creata nel 1925 ed è quindi la contea più giovane della Florida. Il nome le fu dato in onore di Albert W. Gilchrist, governatore della Florida dal 1909 al 1913.

## Centri abitati

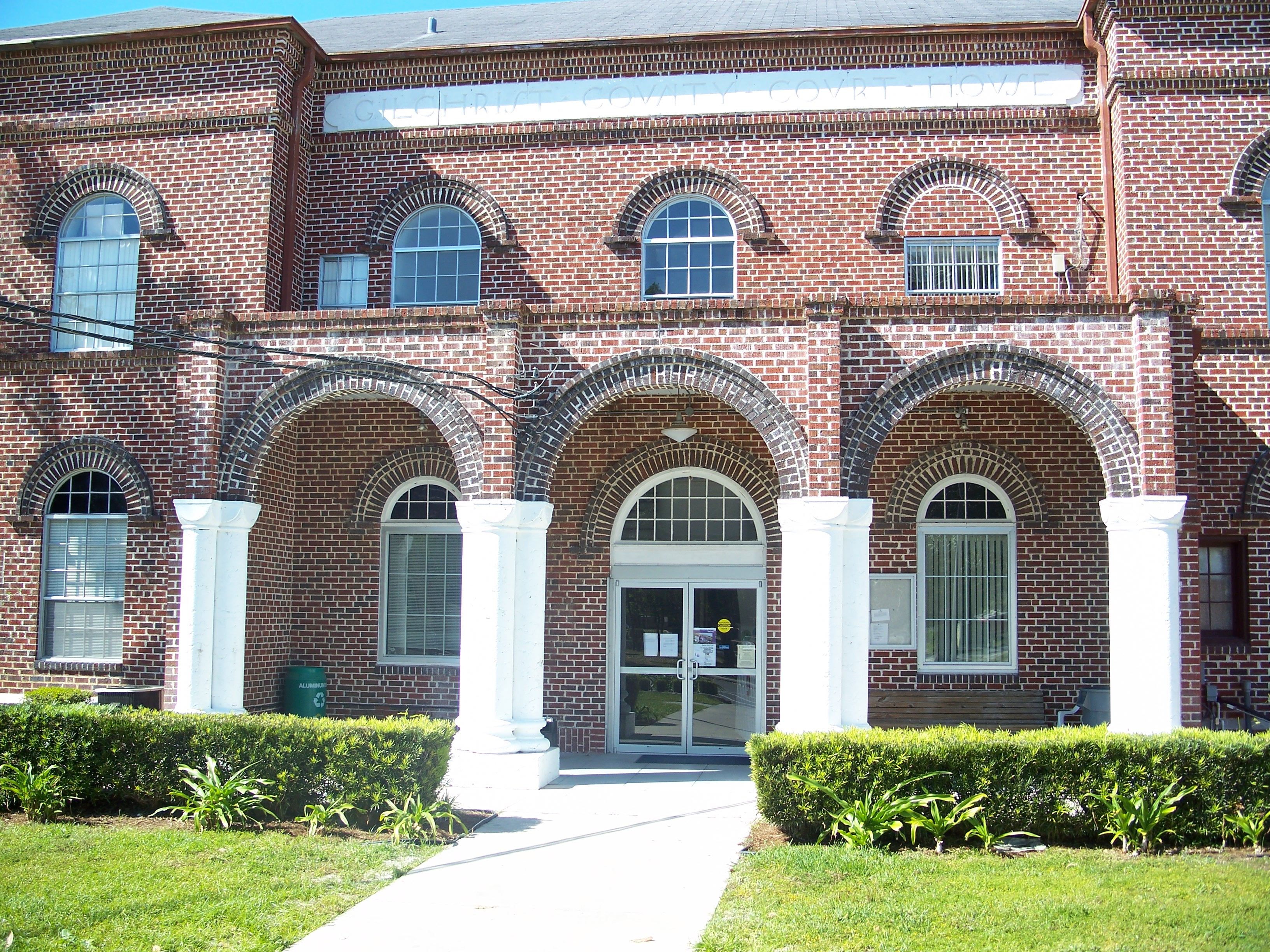
Municipio della Contea di Gilchrist

## Centri abitati[4]
- Bell - town
- Fanning Springs - city
- Spring Ridge - cdp
- Trenton (capoluogo) - city

## Politica
| Anno | Repubblicani | Democratici | Altri |
| ---- | ------------ | ----------- | ----- |
| 2004 | 70,4%        | 28,8%       | 0,9%  |
| 2000 | 61,2%        | 35,4%       | 3,4%  |
| 1996 | 40,4%        | 41,4%       | 18,1% |
| 1992 | 34,7%        | 37,6%       | 27,6% |
| 1988 | 61,6%        | 37,7%       | 0,7%  |